# 비자영웅
《비자영웅》(중국어: 痞子英雄, 병음: Pǐ zi yīng xióng 피쯔잉슝[*], 한자음: 비자영웅, Black & White)은 타이완의 텔레비전 드라마.

## 등장 인물
- 저우위민(周渝民) : 천짜이톈(陳在天) 역
- 자오유팅(趙又廷) : 우잉슝(吳英雄) 역
- 천이한(陳意涵) : 천린(陳琳) 역
- 장주닝(張鈞甯) : 란시잉(藍西英) 역
- 슈제카이(修杰楷) : 황스카이(黃世楷)/마샤오밍(馬小明) 역